# Charles David Keeling
Pour les articles homonymes, voir Keeling.
Charles David Keeling (20 avril 1928 - 20 juin 2005) est un scientifique américain dont les mesures du dioxyde de carbone au Mauna Loa Observatory ont pour la première fois alerté le monde de la contribution anthropogénique à l'effet de serre et au réchauffement climatique. La courbe de Keeling montre l'augmentation progressive du dioxyde de carbone, un gaz à effet de serre, dans l'atmosphère.

## Jeunesse
Charles Keeling est né à Scranton dans l'État de Pennsylvanie. Il a été diplômé en chimie à l'université de l'Illinois à Urbana-Champaign en 1948 et a obtenu un doctorat de chimie à l'université Northwestern en 1954. Il a été chercheur postdoctoral en géochimie au California Institute of Technology (Caltech) jusqu'à ce qu'il rejoigne l'institut d'océanographie Scripps en 1956 et soit nommé professeur d'océanographie en 1968.
Au Caltech, il a développé le premier instrument pour mesurer le dioxyde de carbone dans l'atmosphère. Il campait à Big Sur, sur la côte californienne, où son nouvel appareil lui a permis de déterminer l'augmentation du CO2 depuis le XIXe siècle.

## Vie publique

### Travail à l'institut d'océanographie Scripps

La courbe de Keeling : graphique montrant le taux de dioxyde de carbone atmosphérique mesuré au Mauna Loa depuis 1958.

Roger Revelle, directeur de l'institut d'océanographie Scripps basé à La Jolla (Californie), persuada Keeling de continuer son travail pour l'institut. Revelle était également un des fondateurs de l'année géophysique internationale en 1957-1958 et Keeling reçut des fonds de l'AGI pour établir une base au Mauna Loa à Hawaï à 3 000 mètres d'altitude.
Keeling commença à collecter des prélèvements de dioxyde de carbone en 1958. En 1960, il a établi qu'il existe de fortes variations saisonnières dans le taux de CO2 avec le niveau des pics atteints durant la fin de l'hiver de l'hémisphère nord. Une baisse de ces taux a lieu ensuite pendant le printemps et le début de l'été tandis que les plantes poussent. En 1961, Keeling fournit des résultats de mesures, qui ont donné naissance à la fameuse courbe de Keeling, montrant que les niveaux de CO2 augmentaient fortement, une tendance qui n'a cessé de s'accentuer depuis.
Au début des années 1960, la Fondation nationale pour la science cessa de financer ses recherches expliquant sa décision par la routine des recherches menées. Malgré ce désintérêt, la fondation utilisa les recherches de Keeling dans son rapport d'urgence sur l'effet de serre en 1963. En 1965, un rapport du Comité consultatif scientifique du président Lyndon B. Johnson alerta de la même façon des dangers de l'effet de serre.
La collecte des données commencée par Keeling et poursuivie au Mauna Loa est la plus longue série de mesures permanentes de la concentration atmosphérique du dioxyde de carbone, et est considéré comme un indicateur fiable de la tendance globale dans la moyenne troposphère. Les recherches de Keeling montrent que la concentration de CO2 dans l'atmosphère est passée de 315 ppmv en 1958 à 380 ppmv en 2005 puis à 424 ppmv en 2024 avec des augmentations qui ne peuvent s'expliquer que par les émissions issues de la consommation de combustibles fossiles. Il existe également une augmentation au niveau des prélèvements dans les variations saisonnières depuis la fin du XXe siècle.

### Récompenses
- Second Half Century Award de l'American Meteorology Society, 1981.
- Médaille Maurice Ewing de l'American Geophysical Union, 1991.
- Prix Blue Planet du Science Council of Japan et de l'Asahi Foundation, 1993.
- Special achievement award reçu des mains du vice-président Al Gore en juillet 1997 lors d'une cérémonie tenue à la Maison-Blanche. Keeling fut honoré pour « quarante ans de remarquables recherches scientifiques dans l'enregistrement du dioxyde de carbone atmosphérique en relation avec le Mauna Loa Observatory ».
- En 2002, le Président George W. Bush récompensa Keeling avec la National Medal of Science, plus haute distinction américaine pour la réalisation de recherches scientifiques sur toute une vie.
- Keeling reçut le Tyler Prize for Environmental Achievement en 2005.

### Adhésions
Keeling fut membre de la Guggenheim Fellowship de l'institut météorologique de l'université de Stockholm (1961-1962), professeur invité au second institut de physique de l'université de Heidelberg (1969-1970) et à l'institut de physique de l'université de Berne (1979-1980).
Il fut également membre de l'Académie américaine des arts et des sciences, de l'American Geophysical Union, de l'Association américaine pour l'avancement de la science et de l'Académie nationale des sciences des États-Unis.
Enfin, il fit partie de la commission sur la pollution globale de l'Association internationale de météorologie et fut directeur scientifique du laboratoire central pour la calibration du CO2 de l'Organisation météorologique mondiale.

## Vie privée
Charles Keeling s'est marié à Louise Barthold en 1955 et a eu cinq enfants dont un, Ralph Keeling (en), a suivi la même carrière de son père et était climatologue à la Scripps Institution of Oceanography. Charles Keeling était également un pianiste classique accompli qui a failli choisir une carrière dans la musique. Il a été un des directeurs fondateurs des chanteurs de madrigal de l'université de Californie à San Diego. Il a aussi contribué au plan d'urbanisme de la ville de Del Mar, située à 20 km au Nord de la Scripps Institution of Oceanography.
Il meurt d'une crise cardiaque en 2005, à l'âge de 77 ans.